# 早发白帝城

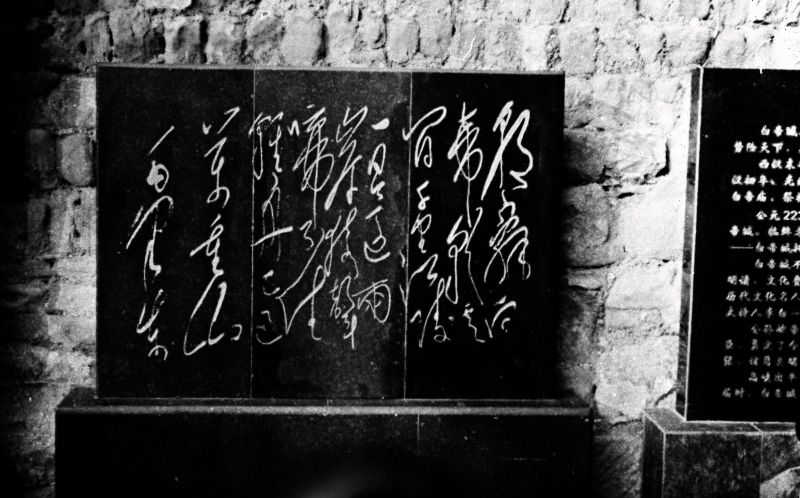
白帝城毛泽东铜匾

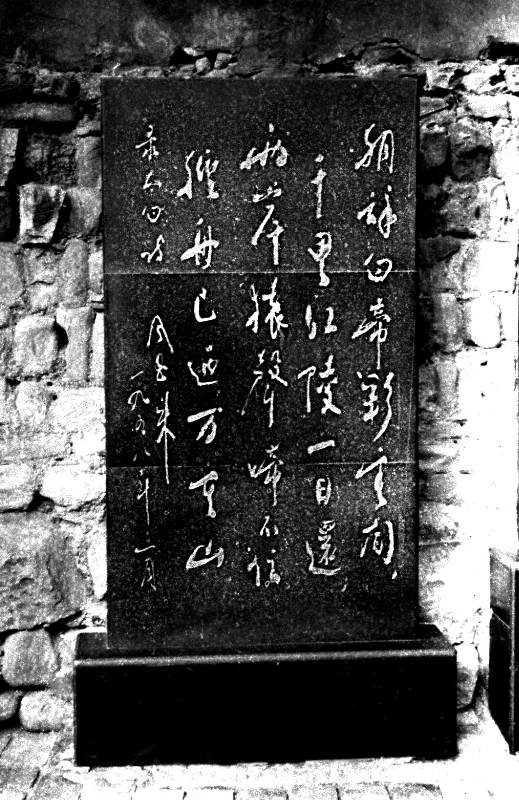
白帝城周恩来铜匾

《早發白帝城》，又名《下江陵》，七言絕句。唐朝著名詩人李白被流放夜郎，至夔州遇赦，喜出望外，立返江陵。此詩即其於夔州遇赦之時所作。創作時間為759年春，時年李白58歲（實歲），創作地點為夔州（今重慶奉節）。
全詩氣勢豪爽、筆鋒峻利，詩人歷盡艱險重屨康莊的喜悅也在空靈飛動的詩句中一覽無遺。

## 现代汉语注释
- 朝辭白帝彩雲間：我在早上離開彩雲繚繞的白帝城，
- 千里江陵一日還：一千多里到江陵的路程在一天內已到達。
- 兩岸猿聲啼不住：江河兩岸的猿猴不斷啼叫，
- 輕舟已過萬重山：輕快的船已經過了許多層層疊疊，萬重的山。

## 写作背景
唐代安史之乱初期，唐玄宗奔蜀，太子李亨留讨安禄山，不久，李亨既位，史称唐肃宗。玄宗又曾命令儿子永王李璘督兵平叛，永王李璘在江陵，召兵万人，自树一帜，肃宗怀疑他争夺帝位，以重兵相压，李璘兵败被杀。李白曾经参加过永王李璘的幕府，被加上“附逆”罪流放夜郎（今贵州遵义），当他行至巫山（今重庆市境内）的时候，肃宗宣布大赦，李白也被赦免，他像出笼的鸟一样，立刻从白帝城东下，返回江陵（今湖北荊州）。
《唐诗别裁》引王渔洋之言：“必求压卷，王维之《渭城》、李白之《白帝》、王昌龄之‘奉帚平明’、王之涣之‘黄河远上’ 其庶几乎！而终唐之世，绝句亦无出四章之右者矣。”⋯⋯